# Hidroplán

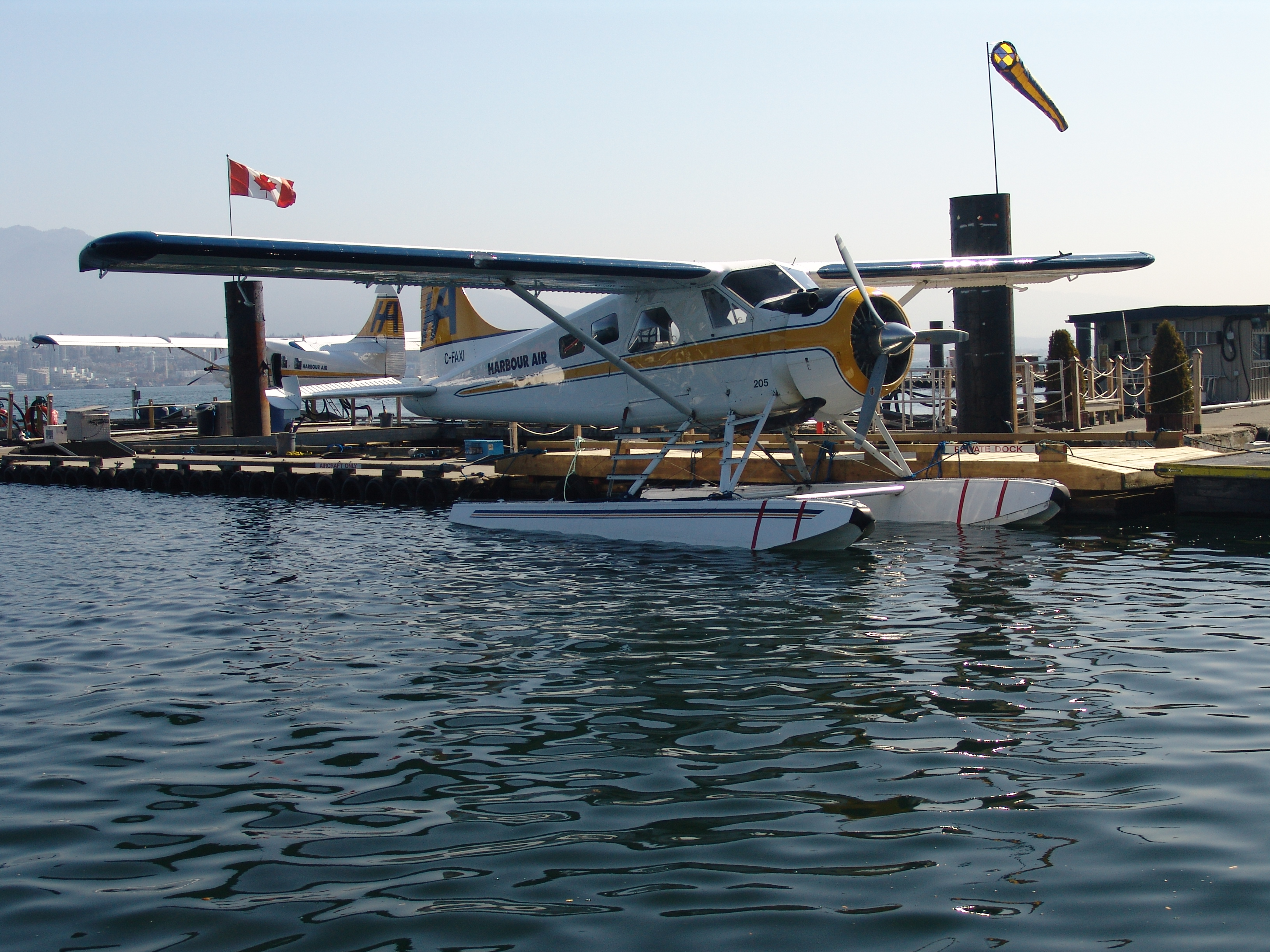
DHC–2 Beaver vízi repülőgép

A hidroplán, vagy vízi repülőgép olyan repülőgép, amely képes vízfelületről  felszállni és oda leszállni. Ehhez  úszótestekkel vagy talpakkal van ellátva, melyek tartósan a vízen úszva tartják. A vízi repülőgépnek speciális esetben kerekes futóműve is lehet, ebben az esetben vízfelszíni és szárazföldi leszállásra is alkalmas.[forrás?]
A vízi repülőgépek kialakításuk, felépítésük alapján két nagy csoportra oszthatók: az úszótalpas repülőgépek, valamint a repülőcsónakok. A kerekes futóművel is rendelkező kétéltű vízi repülőgépet amfíbiának nevezik.

## Története, alkalmazása

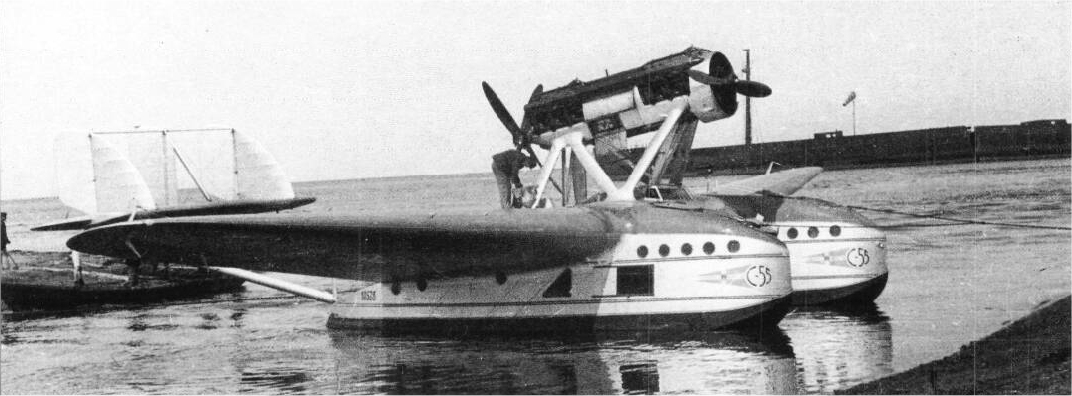
Egy S.55P az Aeroflot kötelékében

1919-ben az első világháborút követően egyre nagyobb szerephez jutott a polgári repülés. Ennek következtében a katonai repülőgépek gyártására szakosodott cégek is elkezdtek új, a hétköznapi életben is alkalmazható típusokat fejleszteni, gyártani. Olaszország rendkívül hosszú tengerparttal rendelkezik, így természetesen támogatta a vízre is leszállni képes repülőgépek fejlesztését, a vízi repülőgépeket és repülőcsónakokat egyaránt. Az 1920-as évek elején megszületett a technikai újdonságnak számító Savoia-Marchetti S.55 típus is, amelynél a nagy méretű úszótalpakban helyezték el az utastereket, ezeket vállszárnyas megoldással összekapcsolták és a szárny közepére építették a pilótafülkét, fölé pedig a toló-vonó motorokat. Kortársaihoz képest nagy teherbíró képességgel és repülési hatótávolsággal rendelkezett, ennek következtében kiválóan alkalmas volt polgári szállítási feladatokra és katonai célokra egyaránt (valamint személy- és légiposta szállítására is). Az 1925-ben szolgálatba állított típus annak idején több rekordot is felállított: leghíresebbek ezek közül a kötelékben megvalósított óceánrepülő vállalkozások voltak az 1930-as évek elején.

### Repülőcsónakok

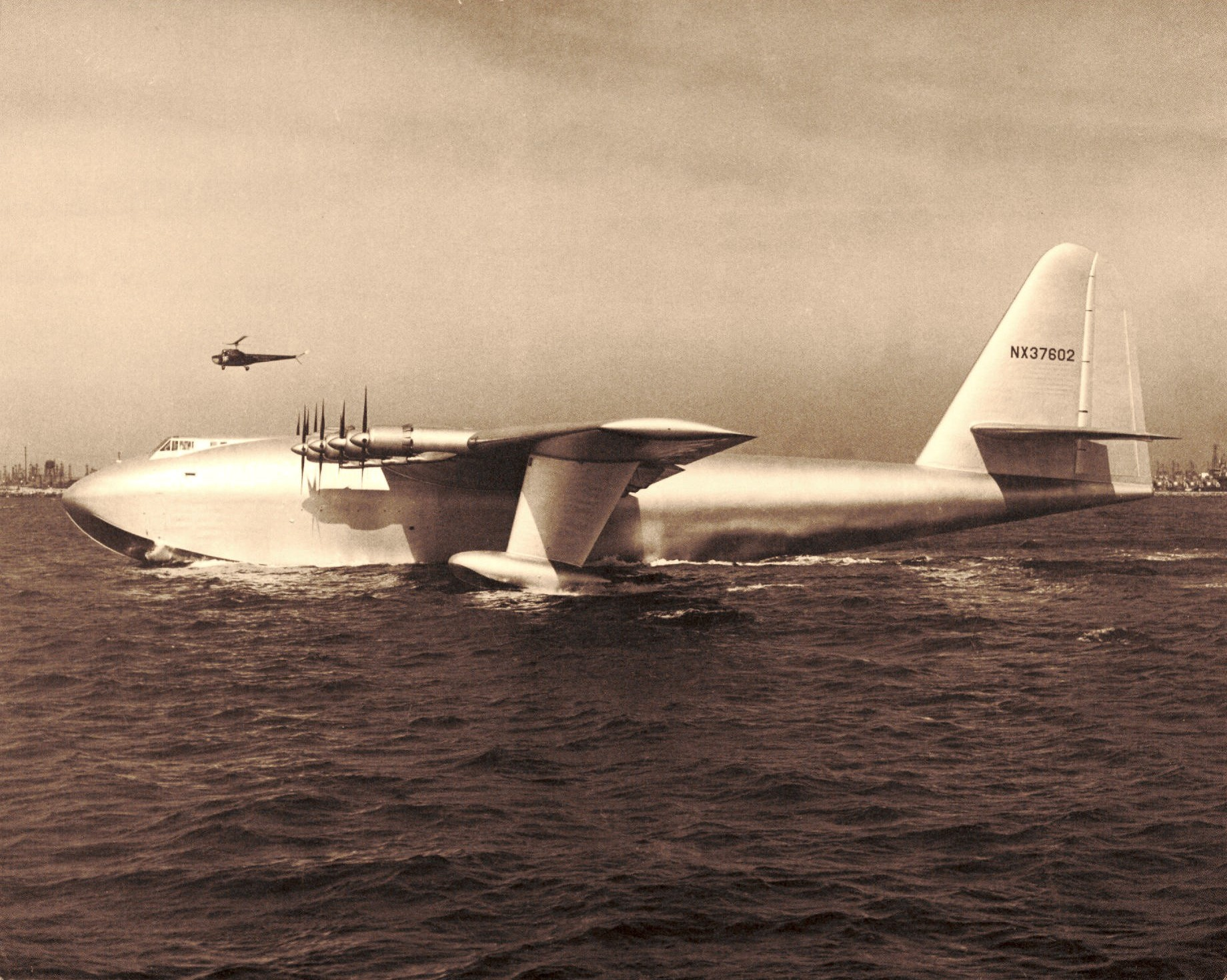
A H–4 Hercules „Spruce Goose” a valaha épített legnagyobb szárnyfesztávolságú repülőgép (97,5 m)

A Hindenburg katasztrófája után a léghajókba vetett bizalom megrendülni látszott. A tengerek, óceánok feletti szállítás kizárólag a repülőcsónakok feladata lett, amelyek fénykora a harmincas évekre tehető. Népszerűségüket a nagy szállítási kapacitásnak és az óceánrepülések szempontjából – a szárazföldi gépekhez képest – biztonságos repülésnek köszönhették. Nagy hatótávolságuk révén a világ legegzotikusabb országaiba is eljutottak. A tágas törzsben az utasok kényelmesen utazhattak.

### Az óceán meghódítása
Az új navigációs berendezések lehetővé tették a pontos navigálást. Az új, erősebb motorok lehetővé tették hosszabb távolságok leszállás nélküli megtételét. A repülőcsónakok fejlesztésében, légiposta szolgáltatásokban Európa vezető szerephez jutott. Amerika hamar ledolgozta a hátrányát, 1936. október 21-én egy utasokat szállító járat indult Kaliforniából Hongkongba, az utat három nap alatt tette meg (egy hajónak ehhez három hétre volt szüksége).

### Repülőcsónakokat üzemeltető országok
Németország: a Lufthansa menetrend szerinti járatot üzemeltetett 1934-től Berlin és Rio de Janeiro között.
Anglia: Spanyolországon és Nyugat-Afrikán keresztül repülőcsónakokkal tartotta a kapcsolatot Dél-Afrikával és Ausztráliával.
Amerikai Egyesült Államok: a Csendes-óceán térségében üzemeltetett menetrend szerinti járatokat.
Franciaország: az 1930-as években Latécoére típusú repülőcsónakok közlekedtek a mediterrán térségben és az Atlanti-óceán déli részén.

### Hidroplánok napjainkban

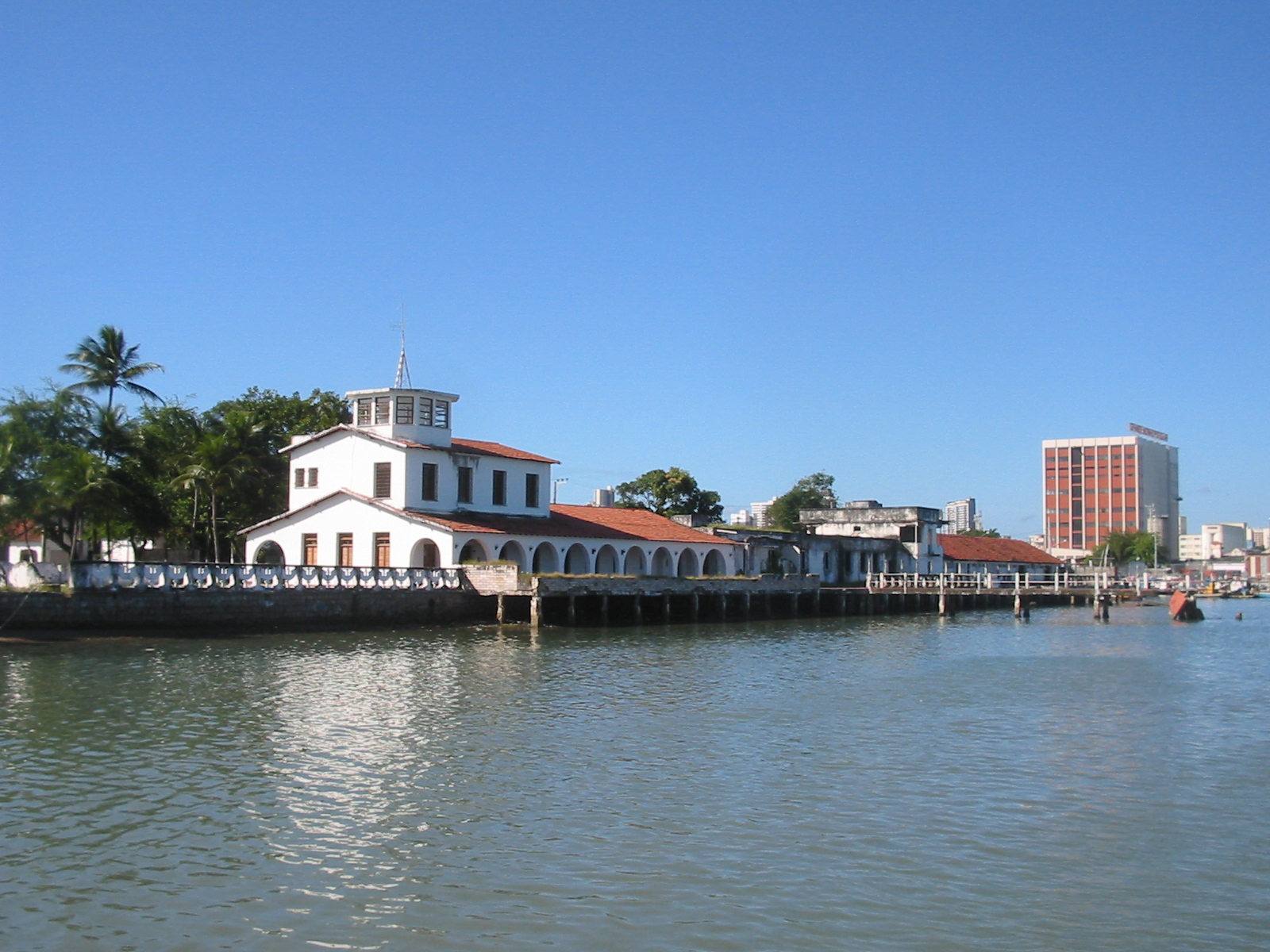
Vízi légikikötő Brazíliában a Rio Grandén

### A repülőcsónakok fejlődése, hanyatlása
A technika fejlődése lehetővé tette egyre nagyobb és biztonságosabb repülőgépek gyártását a pazar utaskabin sokszor egy luxushajó fényűzésével vetekedett. A sebesség mindig alacsony (300 km/h körüli), az út pedig fárasztó és unalmas volt. A harmincas évek végén a Pan American egy új típust állított csatasorba: a Boeing 314-et, ez a típus viselte a Jumbo Jet megjelenéséig a legnagyobb repülőgép címet. Ezzel az új repülőcsónakkal a Pan American 1939-ben beindította atlanti-óceáni járatát. Komoly konkurenssé lépett elő a Lufthansa megrendelésére tervezett hagyományos felépítésű Focke-Wulf 200, amely már képes volt leszállás nélkül elrepülni Berlinből New Yorkba. A második világháború után a német légitársaság azonban nem indíthatott járatokat oda, ugyanis nem kapott leszállási engedélyt. A háború után egyértelművé vált: a jövő a nagy hatótávolságú szárazföldi repülőgépeké. A mindenki számára elérhető szárazföldi repülés térhódítása után az elegáns repülőcsónakok korszaka leáldozott.

### Hidroplánok a harctéren
A hidroplánokat már az első világháború közepén kezdték katonai célra használni, igaz kezdetben csak felderítésre. Elsőnek  Brit Királyi Haditengerészet kezdett használni ilyen gépeket azon belül is a Királyi Tengerészeti Légiszolgálat. A sikereken felbuzdulva  Németország, az Osztrák–Magyar Monarchia és az Olasz Királyság saját fejlesztésű vízi repülőgépeket állított szolgálatba és vetett be. A háború végére a géppuskák mellett már bombát is hordoztak.

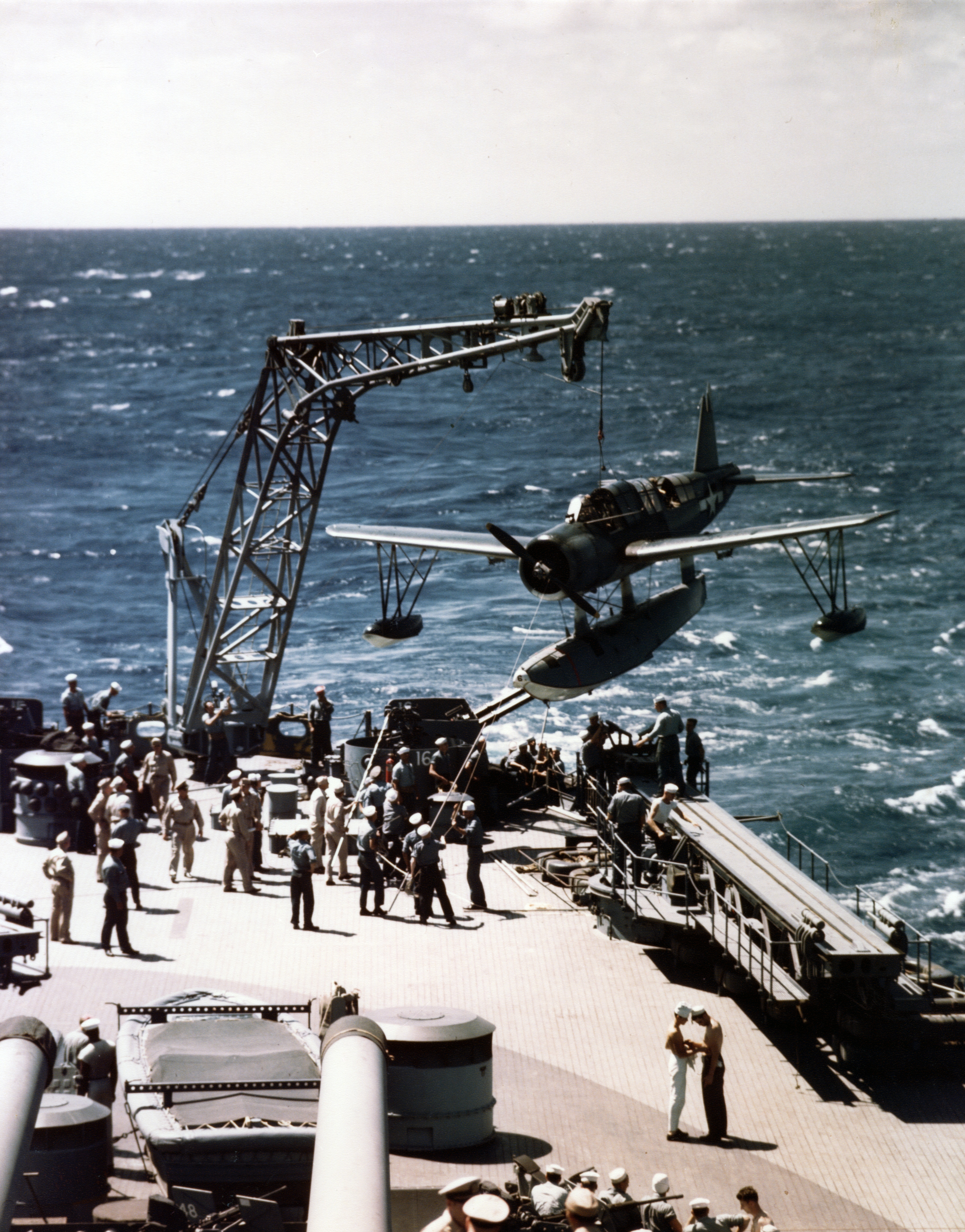
Vought OS2U Kingfisher típusú vízi repülőgép a USS Missouri (BB 63) fedélzetén 1944 augusztusában a második világháborúban